# بالاگریوه
بالاگِریوِه منطقه‌ای در جنوب استان لرستان ، جنوب استان ایلام و شمال استان خوزستان کنونی است که وسعت آن از غرب تا کبیر کوه و از جنوب تا بخش الوارگرمسیری است. بالاگریوه سکونتگاه طوایفی از قبیل  ، دریکوند، زینی وند، رشنو، ، جودکی، 
قلاوند ، ساکی و پاپی است.ولادیمیر مینورسکی ایران‌شناس و خاورشناس معروف روسی طایفه‌های بالاگریوه را به عنوان لرهای اصیل معرفی می‌کند.[۳]آستن هنری لایارد ایلات بالاگریوه و ایل دریکوند را از اصیل ترین مردم ایران یاد میکند.[۴]جرج کامرون و آرنولد جی توینبی‌ هر دو معتقدند که سرزمین اصلی و موروثی دودمان هخامنشیان منطقة پارسواش در بخش علیای رود کرخه (در جنوب ماد و شمال دشت عیلام) بود (توین بی، ۱۳۷۹٬۷۵) که این منطقه با منطقه بالاگریوه و ایل بالاگریوه یکی دانسته است[۵]سیدنی اسمیت (بریتانیایی) معتقد است چیش پیش (جد کوروش بزرگ) قلمرو موروثی خود، پارسوآش، واقع در بالاگریوه را همراه با انشان که در اوایل حکومت خود به دست آورده بود، سهم پسر بزرگ‌ترش، کوروش اول کرد و پارسای جدید را به پسر کوچک‌ترش داد[۶]ژان‌باپتیست روسو خاور شناس فرانسوی لرهای منطقه بالاگریوه را از نوادگان پارس معرفی میکند و معتقد است جد کورش(چیش‌پیش) از پارسوآش که همان بالاگریوه است به انشان مهاجرت کرده است 

## تاریخ
پیش از طوایف دریکوند، جودکی و تا دوره حکومت قاجارها منطقه بالاگریوه جزئی از سکونتگاه طایفه ساکی بود. سکوندها مهمترین ایل‌ لرستان بودند که در شکل‌گیری حکومت زندیان به کریم‌خان زند کمک کرده و همراه وی به شیراز رفتند اما پس از انقراض سلسله زندیه به لرستان برگشتند.
پس از بازگشت سکوند ها از شیراز، این ایل علیه ساکی‌ها برای تصرف منطقه بالاگریوه به نبرد پرداخت که نتیجه آن کشته شدن حسین‌خان ساکی رئیس طایفه توسط ایل سکوند بود. پس از این شکست ساکی‌ها در لرستان و خوزستان پراکنده شده و به عنوان یکی از طوایف سکوند درآمدند.